# Kriti I
Le Kriti I (en grec : Κρήτη Ι, Kríti I) est un ferry de la compagnie grecque ANEK Lines. Construit de 1978 à 1979 aux chantiers Koyo Dockyard de Mihara pour la compagnie japonaise Shin Nihonkai Ferry, il portait à l'origine le nom de New Suzuran (ニューすずらん, Nyū Suzuran). Mis en service en mai 1979 sur les lignes reliant les îles d'Honshū et d'Hokkaidō par la mer du Japon, il est alors, avec son sister-ship le New Yūkari, le plus grand car-ferry du Japon. Vendu à la compagnie grecque ANEK Lines en 1996, il est renommé Kriti I et exploité à compter de 1997 entre la Grèce et l'Italie. Affecté en mer Adriatique ou en mer Égée selon la période, il est parfois affrété par d'autres armateurs, notamment la compagnie italienne Grandi Navi Veloci qui l'a utilisé entre l'Italie continentale et la Sicile de 2017 à 2019. Retiré du service en 2023, il reste par la suite immobilisé durant deux ans avant d'être finalement démantelé en Turquie en mai 2025.

## Histoire

### Origines et construction
À la fin des années 1970, l'augmentation du trafic fret et passager sur les lignes de la compagnie Shin Nihonkai Ferry entre Honshū et Hokkaidō nécessite le renfort de nouvelles unités. Depuis le début de ses activités en 1970, la compagnie s'était d'emblée frottée à une demande accrue entre Maizuru, Tsuruga et Otaru et avait aligné entre 1973 et 1977 jusqu'à cinq car-ferries. En 1974 également avait été ouverte une ligne depuis Niigata dans l'optique de faire dévier le flux de passagers et de marchandises, cependant, le récent mais dépassé Ferry Lilac peine à satisfaire la demande. Après le Ferry Hamanasu et le Ferry Akashia livrés respectivement en 1972 et 1973 ainsi que le transfert au sein de la flotte des Ferry Tone et Ferry Tenryu en 1974, Shin Nihonkai passe commande d'une nouvelle paire de car-ferries qui navigueraient entre Tsuruga et Otaru.
Conçus sur la base des navires précédents, les futurs New Suzuran et New Yūkari sont cependant prévus pour être plus imposants, notamment avec leur longueur arrêtée à 190 mètres. À l'inverse de leurs aînés, la capacité de roulage est privilégiée à celle des passagers qui est ainsi réduite à 870 personnes. Avec une surface de 2 268 mètres linéaires sur deux niveaux au lieu d'un seul jusqu'alors, le garage est le plus spacieux sur un car-ferry au Japon, capable de transporter 163 remorques et 40 véhicules de tourisme et accessible par l'arrière et l'avant au moyen de plusieurs accès simultanés. Enfin, les installations destinées aux passagers sont pensées pour offrir toujours plus de confort avec des suites et des cabines en première classe et des couchettes en seconde classe.
Construit par les chantiers Koyo Dockyard de Mihara à l'instar de ses prédécesseurs, le New Suzuran est lancé le 22 février 1979. Après finitions, il est livré à Shin Nihonkai le 19 mai suivant.

### Service

#### Shin Nihonkai Ferry (1979-1996)

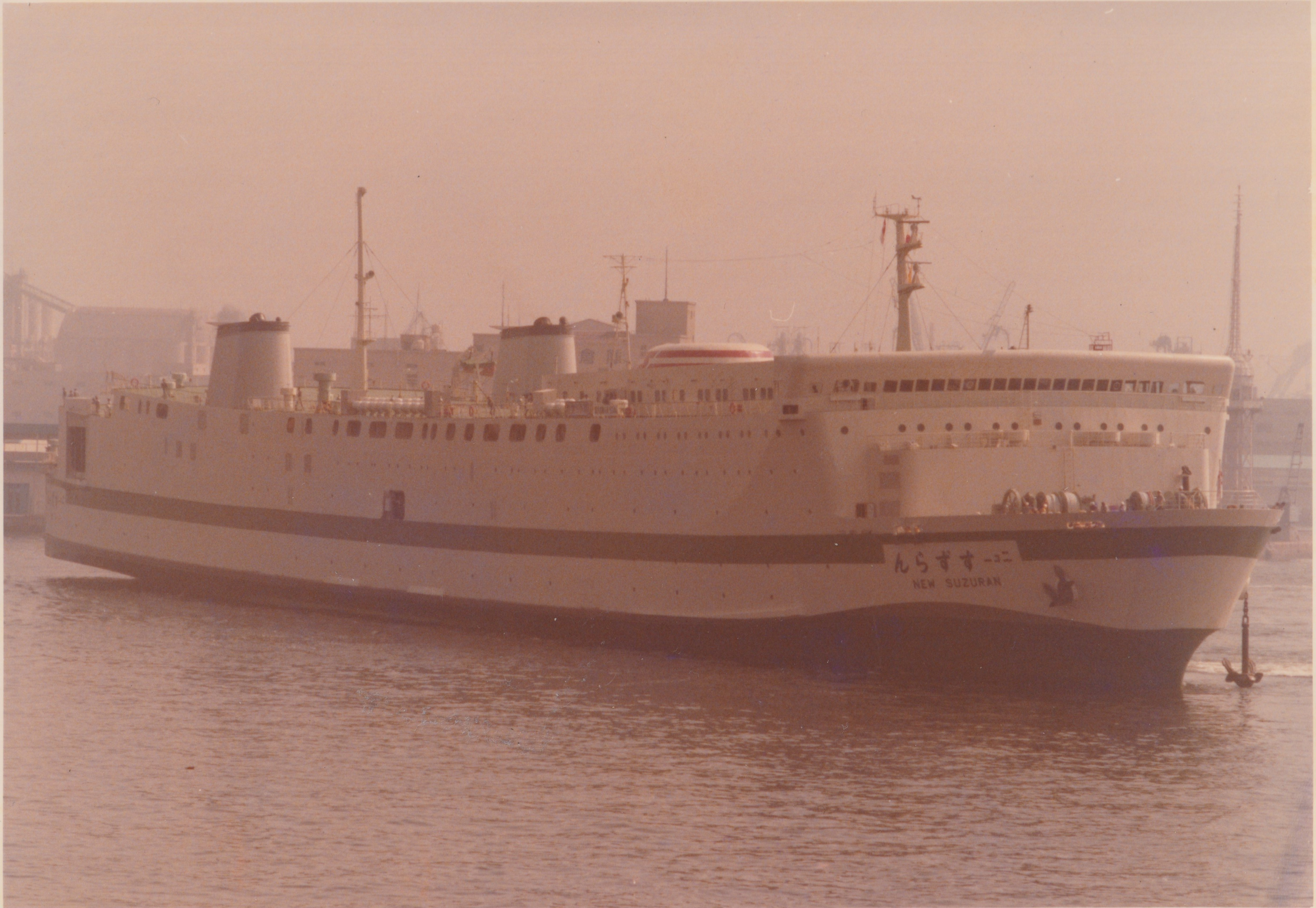
Le New Suzuran en escale exceptionnelle à Ōsaka peu avant sa mise en service.

Le New Suzuran entame son service commercial entre Tsuruga et Otaru en mai 1979. À partir du mois de juillet, il est rejoint par son sister-ship le New Yūkari. En 1981, des travaux sont effectuées au niveau du garage afin d'accroître sa capacité qui est ainsi portée à 189 remorques et 85 véhicules.
Le navire poursuit ensuite sa carrière sans incident notable tout au long des années 1980. À partir de la fin de la décennie, la croissance engendrée par la bulle spéculative japonaise vient stimuler le trafic des lignes maritimes vers Hokkaidō. De nouveaux navires plus grands et plus performants sont successivement mis en service. Le New Suzuran et son jumeau apparaissent alors obsolètes, d'autant plus que les exigences des passagers en matière de confort tendent à augmenter. À cela s'ajoute la baisse du prix du carburant à partir de 1993 qui donne alors à Shin Nihonkai la possibilité de mettre en service des navires plus rapides.
Supplantés en juin 1996 par les sister-ships Suzuran et Suisen, le New Suzuran et son jumeau sont tous les deux vendus à la compagnie grecque ANEK Lines.

#### ANEK Lines (depuis 1996)
Réceptionné par ANEK Lines, le navire devient le Kriti I. Après avoir quitté le Japon pour rejoindre la Méditerranée, le car-ferry subit quelques modifications aux chantiers de Pérama afin d'être adapté aux normes européennes. Les locaux communs et les cabines sont également réorganisés et un bar lido avec piscine est aménagé à l'arrière du pont 7. Sa capacité d'emport est augmentée au détriment de sa capacité de roulage qui est légèrement réduite. Toutes ces modifications seront aussi effectuées à bord de son sister-ship qui prendra le nom de Kriti II.
Le Kriti I est mis en service en juillet 1997 entre la Grèce et l'Italie. Il vient renforcer la desserte des deux pays dans un contexte où les guerres de Yougoslavie avaient eu pour principal effet de faire dévier le flux de passagers et de marchandises transitant habituellement par la terre vers les routes maritimes. Mais malgré les moyens déployés, la flotte d'ANEK se révèle bien moins performante que celles de ses concurrents.
Remplacé à partir de l'été 2000 par le Lefka Ori, plus imposant, le Kriti I est employé sur une ligne entre Ravenne et Catane en Sicile. Il est ensuite affecté entre Le Pirée et la Crète à compter de 2001.
En 2013, le navire est affrété par GoInSardinia, compagnie régionale sarde mise en place par l'association des différentes organisations socio-professionnelles de l'île. Le car-ferry navigue alors durant l'été entre Olbia, Livourne et Civitavecchia. Son exploitation est cependant interrompue prématurément en raison d'une avarie survenue au niveau de ses moteurs. Le navire rejoint finalement la Grèce en septembre puis retourne sur les lignes vers la Crète l'été suivant après avoir été réparé.
En mars 2017, le Kriti I est affrété par la compagnie italienne Grandi Navi Veloci qui l'utilise entre l'Italie continentale et la Sicile durant les saisons 2017 à 2019. L'affrètement prend fin le 31 octobre 2019 et le navire est restitué à ANEK. Il retourne ainsi desservir la liaison entre Le Pirée et Héraklion avant qu'ANEK Lines ne lui substitue son jumeau à partir de 2023. Désarmé à Drapetsóna, l'hypothèse de son retour en navigation s'assombrit en raison du rachat d'ANEK par le groupe Attica fin 2023, le nouveau propriétaire transférant en effet des navires provenant de ses autres filiales au sein de la flotte de l'armement crétois. Le Kriti I et le Kriti II, lui aussi retiré du service, sont par conséquent désarmés dans le golfe d'Éleusis à partir de novembre 2024. En 2025, les deux navires sont vendus pour démolition,. Deux mois après le départ de son jumeau pour la Turquie, le Kriti I le rejoint au chantier de démolition d'Aliağa le 21 mai après avoir quitté la Grèce en remorque deux jours plus tôt.

## Aménagements
Le Kriti I possédait 8 ponts. Si le navire s'étendait en réalité sur 9 ponts, l'un d'entre eux était inexistant au niveau du garage afin de permettre au navire de transporter du fret. Les locaux passagers occupaient les ponts 5, 6 et 7 tandis que les ponts 5, 4 et 3 étaient consacrés à l'équipage. Les ponts 3 et 4 abritaient quant à eux les garages.

### Locaux communs
Durant sa carrière sous pavillon japonais, le New Suzuran était équipé d'un restaurant, d'un grill, d'un salon et d'une salle de Mahjong sur le pont B et d'un bar-spectacle avec piste de danse et des bains publics sur le pont A.
Sous le nom de Kriti I, le car-ferry disposait d'un bar-salon, d'un restaurant et d'un self-service sur le pont 6 ainsi qu'une discothèque et un bar-lido avec piscine sur le pont 7.

### Cabines
Durant la période japonaise du navire, les installations étaient séparées en deux classes. En 1re classe, le navire proposait deux suites de deux places, vingt chambres spéciales de style japonais ou occidental à deux, 26 chambres classiques à deux et 26 autres à quatre. En 2de classe, les passagers étaient logés dans dix chambres de 25 places et un dortoir de 180 places.
En 1996, les travaux entrepris par ANEK Lines voient la suppression des installations de seconde classe et la création de 134 cabines de deux à quatre couchettes toutes dotées de sanitaires comprenant douche, WC et lavabo. La plupart de ces cabines se situaient à l'avant du pont 6 mais certaines se trouvaient sur les ponts 7 et 5.

## Caractéristiques
Le Kriti I mesurait 191,80 mètres de long pour 29,44 mètres de large, son tonnage était à l'origine de 16 239 UMS, il baissera légèrement à 14 624 UMS à la suite d'une refonte en 1981 avant d'être finalement porté à 27 239 UMS après les travaux de transformation entrepris par ANEK en 1996. Dans sa configuration initiale, il pouvait embarquer 870 passagers et possédait un spacieux garage de 2 268 mètres linéaires de fret pouvant contenir 163 remorques et 40 véhicules puis 189 remorques et 85 voitures après la refonte de 1981. Après les transformations effectuées entre 1996 et 1997, il pouvait accueillir 1 600 passagers et 600 véhicules. Il était initialement accessible par trois portes rampes, deux portes axiales situées à la poupe l'une située à la proue donnant accès au garage principal et une porte de coupée latérale située à la poupe du côté tribord donnant accès au garage supérieur. Après son passage sous pavillon grec, l'accès au garage se faisait au moyen de deux portes rampes arrières, la porte avant et la porte latérale ont pour leur part été condamnées. La propulsion du Kriti I était assurée par deux moteurs diesels Mitsubishi-MAN 16V52 développant une puissance de 23 875 kW entrainant deux hélices faisant filer le bâtiment à une vitesse de 22,5 nœuds. Il était aussi équipé d'un propulseur d'étrave ainsi que d'un stabilisateur anti-roulis. Les dispositifs de sécurité étaient à l'époque essentiellement composés de radeaux de sauvetage mais aussi d'une embarcation semi-rigide de secours. À partir de 1997, le navire était équipé de quatre embarcations de sauvetage fermées de taille moyenne.

## Lignes desservies
Au début de sa carrière, le New Suzuran desservait les lignes inter-îles japonaises de Shin Nihonkai Ferry entre la côte nord-ouest d'Honshū et Hokkaidō sur la route Tsuruga - Otaru.
À partir de 1997, sous les couleurs d'ANEK Lines, le Kriti I est dans un premier temps affecté entre la Grèce et l'Italie sur la ligne Patras - Igoumenitsa - Ancône avant d'être exploité en 2000 entre l'Italie continentale et la Sicile sur la ligne Ravenne - Catane. Il sera ensuite placé en 2001 entre Le Pirée et Héraklion en Crète. Il retournera périodiquement naviguer entre la Grèce et l'Italie en basse saison en remplacement des autres navires habituellement affectés.
Le Kriti I a également navigué entre l'Italie continentale et la Sardaigne sur les lignes entre Livourne, Civitavecchia et Olbia sous affrètement par la compagnie GoInSardinia au cours de l'été 2013 mais aussi entre Civitavecchia et Termini Imerese en Sicile de 2017 à 2019 sous les couleurs de la compagnie italienne Grandi Navi Veloci.